# Pinakoteka Ambrozjańska
Pinakoteka Ambrozjańska – muzeum sztuki znajdujące się w Mediolanie we Włoszech, mające swoją siedzibę w Palazzo dell'Ambrosiana. 

## Historia
Muzeum założył Federico Borromeo w 1618 w siedzibie Biblioteki Ambrozjańskiej. Gromadzenie zbiorów zapoczątkowano już w 1609. Galerię można było zwiedzać bezpłatnie. W 1621 przy galerii powstała akademia malarstwa i rzeźby, w której zbiorach znajdowały się gipsowe kopie Grupy Laokoona oraz Piety Michała Anioła, pochodzące ze zbiorów włoskiego rzeźbiarza i kolekcjonisty Leone Leoniego (1509-1590). Pierwszym wykładowcą sztuki malarskiej był Cerano. Ze szkoły tej wyszedł Daniele Crespi. Akademię zreformowali malarz Antonio Busca i rzeźbiarz Dionigi Bussola. Funkcjonowała od 1668 do końca XVIII wieku.

## Ważniejsze dzieła
Do najsławniejszych dzieł znajdujących się w kolekcji Pinakoteki Ambrozjańskiej należą:
- Portret muzyka Leonarda da Vinci
- Kosz z owocami Caravaggia
- Portret damy Ambrogia de Predis
- Madonna pod baldachimem Botticellego
- Pokłon Trzech Króli Tycjana
- Święta Rodzina ze św. Anną i św. Janem Bernardina Luiniego
- Alegoria Ognia Jana Brueghla
- Odpoczynek podczas ucieczki do Egiptu Veronesa